# Береговая (Бурятия)
Берегова́я — село в Кабанском районе Бурятии. Входит в сельское поселение «Кабанское».

## География
Расположено на левобережье реки Селенги, в 6,5 км к юго-востоку от районного центра, села Кабанска, в начале автодороги Береговая — Кабанск — Посольское (окружная автодорога республиканского значения), отходящей на северо-запад от федеральной магистрали Р258 «Байкал» у юго-восточной окраины села. Здесь же находится остановочный пункт ВСЖД Береговой на Транссибирской магистрали.

## История
Основано, вероятно, ещё в начале XVIII века при освоении русскими поселенцами устья реки Селенги и Кударинской степи. Деревня Береговая упоминается в «Ведомости Селенгинского дистрикта по земельным делам» за 1740 год.

## Население
| 2002 | 2009 | 2010 |
| ---- | ---- | ---- |
| 383  | ↗512 | ↘346 |